# Sh2-36
Sh2-36 è una nebulosa a emissione visibile nella costellazione della Testa del Serpente.
Si individua nella parte sudorientale della costellazione, sul confine con l'Ofiuco e con la Bilancia; la sua debolezza non ne consente l'osservazione diretta attraverso la maggior parte degli strumenti amatoriali, mentre può essere scorta in fotografie a lunga esposizione. La sua posizione è a cavallo dell'equatore celeste ed è quindi osservabile da tutte le regioni popolate della Terra; il periodo più indicato per la sua individuazione nel cielo serale va da maggio a settembre.
Sh2-36 è, assieme alla vicina Sh2-33, una delle nebulose più vicine in assoluto al sistema solare, essendo situata ad appena 110 parsec (circa 360 anni luce) da esso; questa nebulosa costituisce la parte illuminata e ionizzata di una piccola nube oscura nota come MBM 39, un lungo filamento esteso in senso nordest-sudovest. Assieme alla vicina Sh2-33 (legata a MBM 38) costituisce il bordo più avanzato di una struttura a bolla estesa per circa 5° e centrata pochi gradi ad ovest da esse; questa bolla sarebbe legata alla regione dell'Associazione di Antares ed è collocata ad un'elevata latitudine galattica.